# Віреон зеленоспинний
Віреон зеленоспинний (Vireo cassinii) — вид горобцеподібних птахів родини віреонових (Vireonidae). Названий на честь американського орнітолога Джона Кессіна (1813—1869)..

## Поширення
Вид гніздиться в південно-західній Канаді та західній частині Сполучених Штатів, а також у північно-західній частині Мексики. Взимку мігрує в західну частину Мексики, досягаючи інколи Гватемали. Його переважне місце проживання для розмноження — ліси помірного поясу, а під час міграції він населяє сухі ліси, низькогірні вологі ліси або тропічні та субтропічні гірські ліси.

## Опис
Дрібний птах, завдовжки 11–14 см, із сірою головою, спиною та боками та білуватим нижньою частиною. Має суцільні білі «окуляри» та білі смужки крил.

## Спосіб життя
Віддає перевагу відкритим лісам західних гір і передгір'ям. Зазвичай він трапляється в середніх і нижніх частинах пологу лісу, де він шукає комах серед листя. Птах будує чашкоподібне гніздо зі смужок кори та внизу у вилці гілки. Відкладає від 2 до 5 білих яєць з коричневими плямами.

## Підвиди
- Vireo cassinii cassinii Xantus de Vesey, 1858 — гніздиться на південному заході Канади (південна Британська Колумбія на південь від паралелі 53° пн. ш.) та західній частині США (штат Вашингтон, західна Монтана на південь до південної Каліфорнії), з розрізненою формою у північно-західній частині Мексики (Нижня Каліфорнія); мігрує до західної Мексики і Гватемали.
- Vireo cassinii lucasanas Brewster, 1891 — гори південної частини Нижньої Каліфорнії (Сьєрра-де-ла-Лагуна). Не мігрує.[4]